# Schizothorax pseudoaksaiensis
Schizothorax pseudoaksaiensis är en fiskart som beskrevs av Herzenstein, 1889. Schizothorax pseudoaksaiensis ingår i släktet Schizothorax och familjen karpfiskar.

## Underarter
Arten delas in i följande underarter:
- S. p. issykkuli
- S. p. pseudoaksaiensis